# Остров Самуила
Остров Самуила — один из 9 островов архипелага Острова Комсомольской Правды в западной части моря Лаптевых, в составе Красноярского края. Размеры острова примерно 14 на 5,6 км, он является вторым по величине островом архипелага, после острова Большой. От материка отделён проливом Свободной Кубы, шириной в самой узкой части 5,6 км. Высота до 51 м, рельеф холмистый, грунты образованы, главным образом, щебнем и супесями. Медальонно-щебнистые, структурные арктические тундры, на склонах острова развиты солифлюкционные террасы. Поверхность покрывает тундровая растительность. Несколько пересыхающих ручьёв до 4 км в длину. На востоке острова Самуила, на берегу пролива Диксонских Гидрографов, остатки полярной станции.
Остров Самуила и некоторые другие были открыты в 1736 году Василием Прончищевым.